# Dilmun
Dilmun ili Telmun (arapski: دلمون) bila je civilizacija u drevnoj istočnoj Arabiji od 4. tisućljeća do 1. stoljeća pr. Kr.
Dilmun je bio važno trgovačko središte, koje je na vrhuncu svoje moći kontroliralo trgovačke putove u Perzijskom zaljevu. Sumerani su smatrali Dilmun svetom zemljom. Iako je središnje mjesto Dilmuna nejasno, prema znanstvenom konsenzusu obuhvaćao je: Bahrein, Kuvajt i obalne regije istočne pokrajina Saudijske Arabije. Dilmun spominju mezopotamske civilizacije kao trgovinskog partnera, izvor metalnog bakra.
U Epu o Gilgamešu, Gilgameš je morao proći kroz brda Mashu do Dilmuna.
Dilmun slovi kao jedna od najstarijih drevnih civilizacija na Bliskom istoku. Sumerani opisuju Dilmun kao rajski vrt u Epu o Gilgamešu. 